# カラット∞原石ガール
『カラット∞原石ガール』（カラットむげんだいげんせきガール）は、森尾正博による日本の漫画。『ヤングアニマル』（白泉社）にて2009年第2号から第19号まで連載。単行本は全2巻。

## 単行本
- 森尾正博 『カラット∞原石ガール』 白泉社 《ジェッツコミックス》 全2巻
  1. 2009年8月28日発売、ISBN 978-4-592-14553-0
  2. 2009年12月24日発売、ISBN 978-4-592-14554-7